# Zanna schweizeri
Zanna schweizeri är en insektsart som beskrevs av Schmidt 1906. Zanna schweizeri ingår i släktet Zanna och familjen lyktstritar. Inga underarter finns listade i Catalogue of Life.